# Bikku Bitti
Bikku Bitti (àrab: قمة بتة, qimat Bitta), també conegut com a Bette Peak, és la muntanya més alta de Líbia amb 2.267 metres. Es troba a l'esperó Dohone de les muntanyes Tibesti, al sud de Líbia, prop de la frontera txadiana.
El Bikku Bitti es troba en una de les parts menys conegudes i més inaccessibles del desert del Sàhara. El desembre de 2005 va ser escalada per Ginge Fullen i els seus guies txadians, que s'hi van apropar des del costat txadià. Tot i que no van ser els primers en coronar el cim, perquè segons Fullen «hi havia un cert nombre de cairns al cim que podíem veure clarament», sí va ser la primera ascensió documentada.